# Resachus striatellus
Resachus striatellus är en skalbaggsart som beskrevs av Delève 1968. Resachus striatellus ingår i släktet Resachus och familjen lerstrandbaggar. Inga underarter finns listade i Catalogue of Life.